# سی‌اس ساورین
سی‌اس دایملر (به انگلیسی: CS Sovereign) یک کشتی است که طول آن ۱۳۰٫۷ متر (۴۲۹ فوت) می‌باشد. این کشتی در سال ۱۹۹۲ ساخته شد.